# جيهون ألتاي
جيهون ألتاي (بالتركية: Ceyhun Altay)‏ مواليد 15 أغسطس 1986 في إسطنبول، هو لاعب كرة سلة تركي. بدأ مسيرته الاحترافية في سنة 2002. يلعب في الدوري التركي لكرة السلة. يحمل الرقم 24. يبلغ طوله 6 قدم 5 بوصة (2.0 م).

## المسيرة الاحترافية
لعب مع نادي داروشافاكا لكرة السلة من سنة 2002 إلى 2008، ثم لعب مع ألياغا بتكيم من سنة 2008 إلى 2010، ثم لعب مع تورك تيليكوم في الدوري التركي من سنة 2010 إلى 2013، ثم لعب مع ألياغا بتكيم في موسم 2013–2014، ثم لعب مع نادي كارشياكا لكرة السلة في موسم 2014–2015.

## روابط خارجية
- جيهون ألتاي على موقع الاتحاد الدولي لكرة السلة (الإنجليزية)
- جيهون ألتاي على موقع كرة السلة الأوروبية.كوم (الإنجليزية)
- جيهون ألتاي على موقع ريلجم (الإنجليزية)
- جيهون ألتاي على موقع بروبوليرز (الإنجليزية)
- جيهون ألتاي على موقع سبورتس رفرنس (الإنجليزية)